# Rosignano Marittimo
Rosignano Marittimo è un comune italiano di 30 128 abitanti della provincia di Livorno in Toscana.
Comune industriale della Toscana, è il più settentrionale dell'Alta Maremma o Maremma Settentrionale, storicamente conosciuta come Maremma Pisana, oggi chiamata anche Maremma Livornese.

## Geografia fisica
- Classificazione sismica: "zona 3s" (sismicità bassa)[7]
- Classificazione climatica: "zona C", 1640 GR/G
- Diffusività atmosferica: "media", Ibimet CNR 2002

## Origini del nome
Il toponimo Rosignano deriva probabilmente da un nome di persona di epoca romana, Rasinius o dalla famiglia dei Rasinii, in quanto nel 778 il toponimo è attestato come Rasinianus, anche se per Giuliano Bonfante potrebbe essere connesso con Rasenna, il nome nazionale degli Etruschi. Invece, secondo lo storico Piombanti, nel 762 (in piena epoca longobarda) si parlerebbe di Rasiniano in un documento inerente alla divisione dei terreni appartenenti al vescovo longobardo di Lucca, facendo pensare all'esistenza di una "curtis" anche se non necessariamente dove adesso si trova il nucleo medievale.
Nel 1862 venne aggiunta la specificazione "marittimo", cioè "della Maremma" (in latino Maritima), per distinguerla dall'attuale comune di Rosignano Monferrato.

## Storia

### Dall'Alto Medioevo a oggi
Nel 783 è citata una pieve dedicata a San Giovanni, probabilmente situata dove adesso si trova l'attuale cimitero. Con l'arrivo dei Franchi, dopo il 774 Rosignano ed il suo territorio entra a far parte della contea di Pisa a cui si sono succeduti i marchesi di Tuscia e poi i feudatari marchesi di Canossa fino al 1069, quando sarebbe stato donato con il territorio agli arcivescovi di Pisa, successivamente sottoposti alla Repubblica di Pisa.
In epoca medievale a Rosignano avevano possedimenti i Della Gherardesca ed il monastero di San Felice di Vada. Fu comune pisano dal X secolo e noto per lo spedale dipendente da quello di Pisa (1294), poi soppresso nel XVII secolo. Rosignano ormai divenuto sicuramente castello, fu l'ultimo avamposto pisano prime della Maremma e sede di una capitania.
Dal 1046 si hanno però i primi documenti del centro fortificato. Dopo la morte della contessa Matilde di Canossa il castello passò sotto la potestà della Chiesa vescovile pisana con la conseguente influenza politica della Repubblica di Pisa che ne riconobbe le istituzioni di comune rurale nel 1146. Dopo decenni di guerre contro i fiorentini, il centro dove sorgeva un castello divenne sede della podesteria fiorentina (1406), nel 1433 fu smantellato dai Fiorentini dopo la sua ribellione, ma pochi anni dopo il fortilizio fu ricostruito, tanto che, nella seconda metà del XV secolo, respinse un attacco dei Genovesi, che erano sbarcati a Vada (1484). Di questo nucleo fortificato non rimangono tracce particolarmente visibili se non alcune porzioni delle mura settentrionali ed occidentali in prossimità della chiesa dei SS. Giovanni Battista e Ilario e di alcuni torrioni bastionati post-medioevali.
Nel 1505, in località "le Casacce", verso Santa Luce, le truppe fiorentine con la partecipazione di Nicolò Machiavelli sconfissero i pisani e devastarono il territorio rosignanese.
Divenne inoltre tenuta di caccia medicea con una vasta tenuta e fattoria già con Lorenzo il Magnific,o e con una sede rurale per gli arcivescovi pisani nel "Palazzo delle logge" (si racconta che qui si ammalarono di malaria i giovani principi Giovanni de' Medici ed il fratello minore Garzia de' Medici), oltre la madre Eleonora di Toledo, moglie del duca Cosimo I. Nel 1606 entrò a far parte del Capitanato di Livorno e con la riforma amministrativa leopoldina del 1776 divenne podesteria di prima classe con un proprio podestà, talvolta rappresentato anche da donne. Nel 1704 il granduca Cosimo III de' Medici ordinò il restauro della porta castellana, della pieve di Sant'Ilario e delle mura.
Rosignano ha subito nei secoli varie calamità: epidemie di peste (1524, 1527), carestie (1679, 1766), colera (1835), invasioni periodiche di locuste (dal 1711 fino a metà secolo), il grande terremoto delle colline pisane (1846).
Lo sviluppo consistente del territorio comunale si ebbe solo nell'Ottocento, quando furono avviate le bonifiche delle zone pianeggianti. All'inizio del XX secolo, con il potenziamento delle vie di comunicazione (in particolar modo con l'apertura della ferrovia Livorno-Cecina) e con l'affermazione del comparto industriale (Solvay Group), venne fondata l'importante frazione di Rosignano Solvay, inizialmente conosciuta come "Paese Novo".
Il territorio comunale fu l'epicentro del terremoto che si verificò in data 1º aprile 1950, con magnitudo 5,09 della scala Richter e VI-VII grado della scala Mercalli.

### Simboli
Lo stemma del Comune di Rosignano Marittimo, riconosciuto con D.C.G. del 20 ottobre 1927, ha assunto proprio il significato della composizione amministrativa del territorio stesso, il capoluogo rappresentato dal simbolo del castello e le sei frazioni rappresentate con sei rose color argento su sfondo azzurro.
(D.C.G. del 20 ottobre 1927)
Il gonfalone, concesso con D.P.R. del 30 aprile 1975, è costituito da un drappo di azzurro.

## Monumenti e luoghi d'interesse

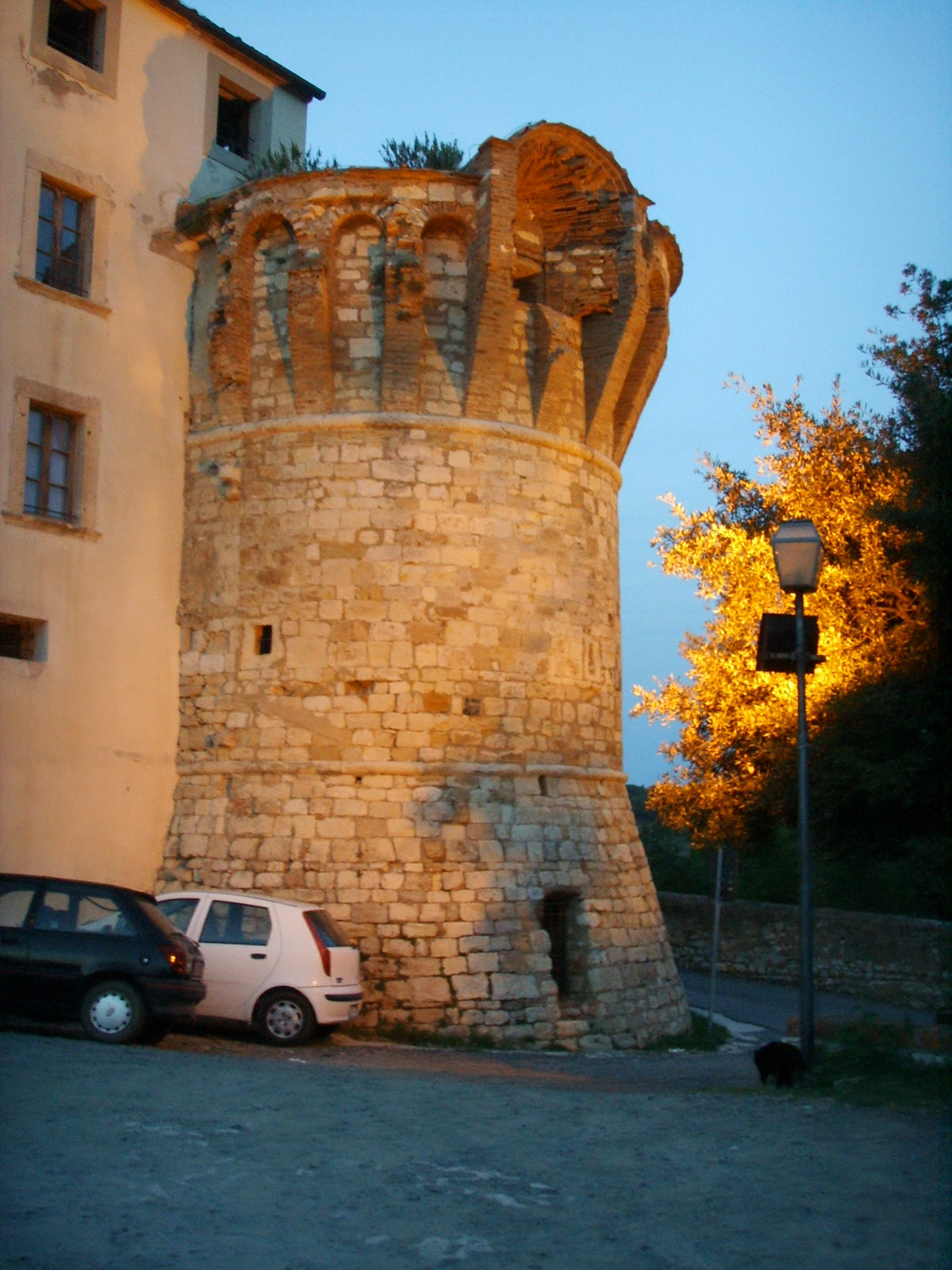
Una delle torri del castello di Rosignano Marittimo

### Architetture religiose
- Chiesa dei Santi Giovanni Battista e Ilario
- Oratorio della Madonna della Neve
- Oratorio di San Giovanni Battista e Sant'Ilario di Poitiers
- Chiesa di Sant'Antonio abate
- Chiesa dei Santi Stefano e Giovanni Evangelista a Castelnuovo della Misericordia
- Oratorio di Sant'Andrea Apostolo a Castiglioncello
- Chiesa di San Michele Arcangelo al Gabbro
- Chiesa di San Leopoldo Re a Vada
- Chiesa di San Giuseppe a Nibbiaia
- Cimitero di Rosignano Marittimo

### Architetture civili
- Circolo I Canottieri
- Teatro Solvay
- Villaggio Solvay
- Castello Pasquini
- Villa Celestina
- Villa Mirabella
- Torre di Castiglioncello
- Torre di Vada

### Altro
- Faro di Vada
- Faro delle Secche di Vada

### Aree naturali
- Poggio Pelato è il punto più elevato nel comune di Rosignano Marittimo (378 m s.l.m.)
- Spiagge Bianche

## Società

### Evoluzione demografica
Abitanti censiti

### Etnie e minoranze straniere
Secondo i dati ISTAT al 31 dicembre 2020 la popolazione di Rosignano Marittimo è per circa il 92,49% di cittadinanza italiana. La popolazione straniera residente ammontava a 1987 persone, circa il 7% della popolazione. Le nazionalità maggiormente rappresentate in base alla loro percentuale sul totale della popolazione residente erano:
1. Romania, 329
2. Ucraina, 281
3. Albania, 249
4. Marocco, 211
5. Senegal, 183

## Cultura

### Biblioteca
La biblioteca è collocata all'interno del Centro culturale Le Creste nella frazione di Rosignano Solvay

### Istruzione

#### Musei
Il museo civico archeologico è ospitato nel Palazzo Bombardieri, all'interno della Rocca. Vi sono esposti materiali che riguardano la storia delle attività produttive sul territorio dell'alta Val di Cecina (appartenente in epoca etrusca alle città di Pisa e di Volterra) e provenienti dalle necropoli di Castiglioncello e di Vada, dall'area archeologica di San Gaetano di Vada e dalle numerose ville romane che avevano occupato la pianura lungo la costa in epoca romana. Sono ospitati anche materiali provenienti dalle ricerche di archeologia subacquea lungo la costa.

## Geografia antropica
Il comune di Rosignano Marittimo è composto da un centro abitato capoluogo, sei frazioni e tre località abitate principali.

### Frazioni
- Castelnuovo della Misericordia  (159 m s.l.m., 834 abitanti)[17]
- Castiglioncello (13 m s.l.m., 3 553 abitanti)[18]
- Gabbro (190 m s.l.m., 898 abitanti)[17]
- Nibbiaia (273 m s.l.m., 690 abitanti)[17]
- Rosignano Solvay  (13 m s.l.m., 15 802 abitanti)[18]
- Vada (1 m s.l.m., 3 461 abitanti)[17]

### Altre località del territorio
Oltre ai sette centri abitati principali del comune, si contano nel territorio altre tre importanti località: La Mazzanta (3 m s.l.m., 214 abitanti), Polveroni (10 m s.l.m., 306 abitanti) e la grande area artigianale delle Morelline.
Altre località minori sono quelle di Acquabona (40 m s.l.m., 78 abitanti), Cafaggio (139 m s.l.m., 67 abitanti), Chioma (25 m s.l.m., 57 abitanti), Il Giardino (48 m s.l.m., 53 abitanti), Malavolta (284 m s.l.m., 42 abitanti) e Sovita (160 m s.l.m., 90 abitanti).

## Infrastrutture e trasporti

### Strade
- Via Aurelia
- Variante Aurelia
- Autostrada A12

### Ferrovie

#### Linee ferroviarie
- Ferrovia Tirrenica
- Ferrovia Pisa-Collesalvetti-Vada

#### Stazioni

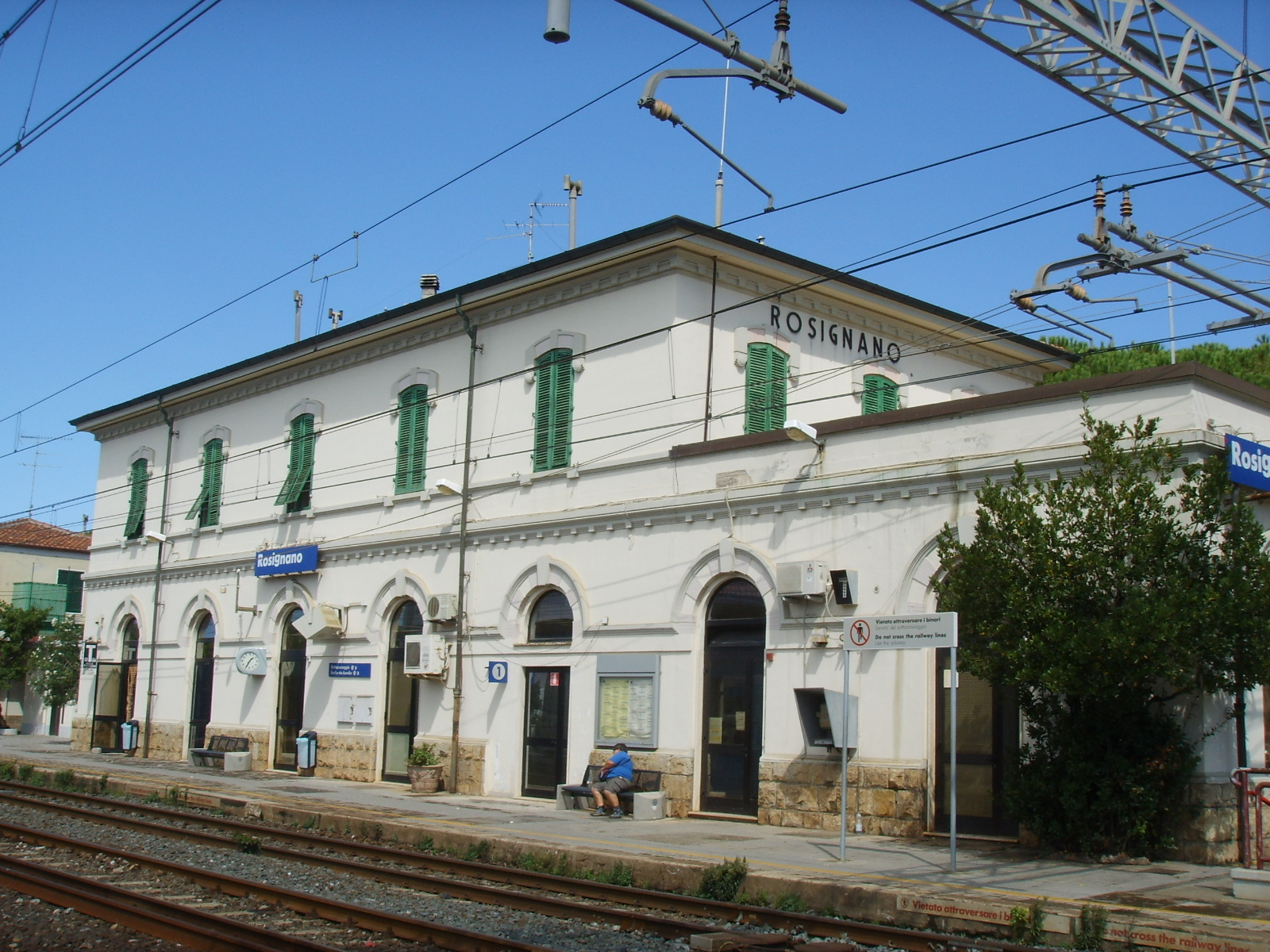
La stazione di Rosignano

Il comune Rosignano Marittimo è dotato di tre stazioni ferroviarie, tutte sulla linea Roma-Livorno, anche se nessuna si trova nel capoluogo Rosignano Marittimo. Le stazioni sono:
- Rosignano, situata nella frazione Rosignano Solvay
- Castiglioncello, situata nell'omonima frazione
- Vada, situata nell'omonima frazione e posta in prossimità della diramazione per la linea Pisa-Collesalvetti-Vada

### Porti
- Porto di Cala de' Medici
- Porto nord di Castiglioncello
- Porto sud di Castiglioncello
- Porto del Chioma
- Porto del Circolo Canottieri Solvay

## Amministrazione

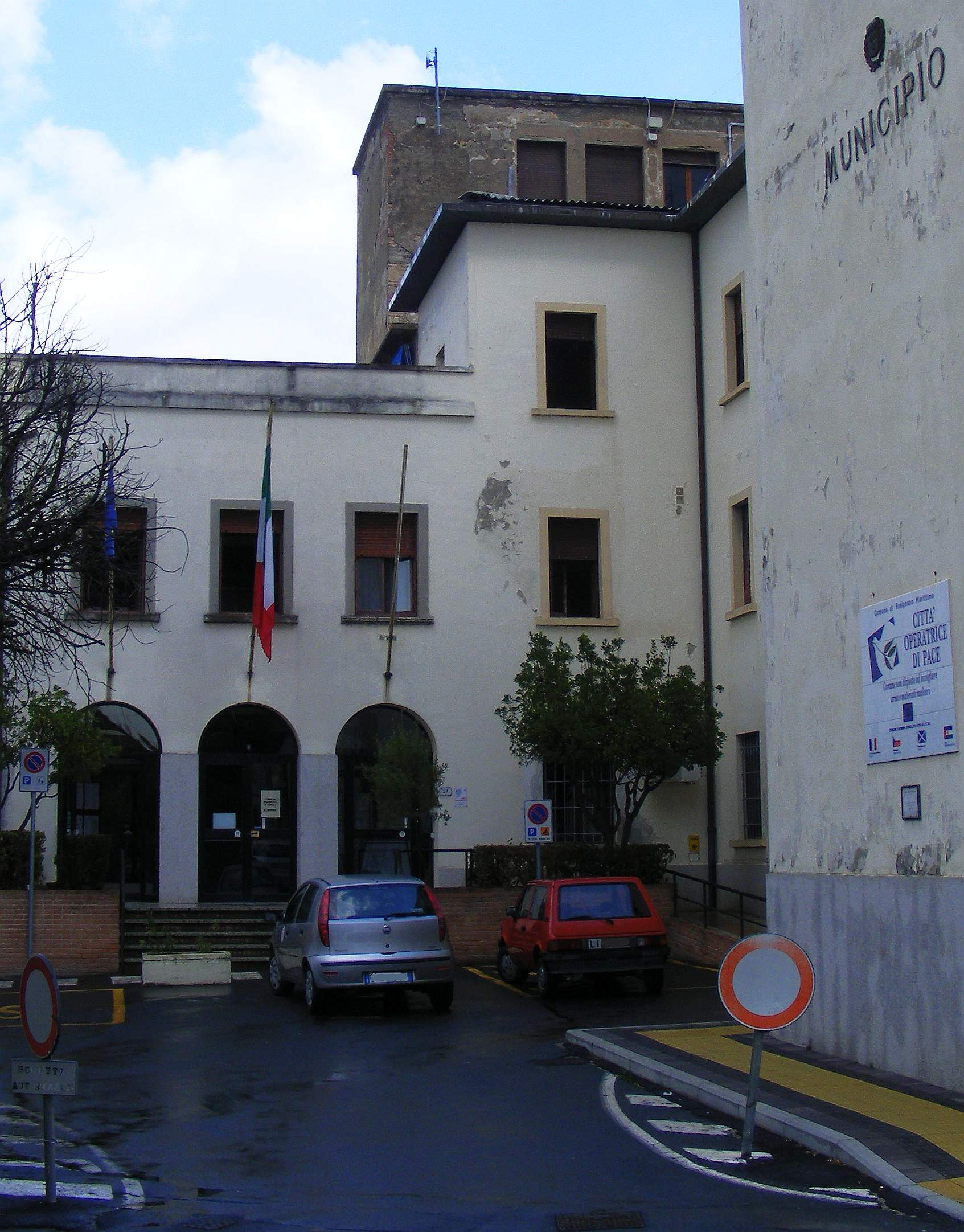
Il municipio

| Periodo | Periodo   | Primo cittadino      | Partito                      | Carica  | Note |
| ------- | --------- | -------------------- | ---------------------------- | ------- | ---- |
| 1946    | 1951      | Garibaldo Anguillesi | PSI                          | sindaco |      |
| 1951    | 1966      | Demiro Marchi        | PCI                          | sindaco |      |
| 1966    | 1975      | Leno Carmignoli      | PCI                          | sindaco |      |
| 1975    | 1976      | Enzo Fiorentini      | PCI                          | sindaco |      |
| 1976    | 1980      | Iginio Marianelli    | PSI                          | sindaco |      |
| 1980    | 1990      | Giuseppe Danesin     | PCI                          | sindaco |      |
| 1990    | 2004      | Gianfranco Simoncini | PCI, PDS, DS, centrosinistra | sindaco |      |
| 2004    | 2009      | Alessandro Nenci     | centrosinistra               | sindaco |      |
| 2009    | 2019      | Alessandro Franchi   | centrosinistra               | sindaco |      |
| 2019    | 2024      | Daniele Donati       | centrosinistra               | sindaco |      |
| 2024    | in carica | Claudio Marabotti    | M5S, lista civica            | sindaco |      |

### Gemellaggi
- Champigny-sur-Marne
- Pardubice
- Musselburgh
- Zug

## Sport

### Calcio
La principale squadra di calcio della città è il G.S.D. Rosignano 6 Rose che milita in Promozione.
Le altre squadre di calcio della città sono l'U.S.D. Castiglioncello che milita nel girone D di Prima Categoria e l'A.S.D. Vada  che milita nel girone F di Seconda Categoria.
Il Castiglioncello nella stagione 1920-1921 arrivò a partecipare al campionato di Promozione, il secondo livello calcistico nazionale dell'epoca.

### Bowling
Il centro bowling della Mazzanta ospita l'Associazione Sportiva Dilettantistica Dark Devils  molto attiva nello sport del bowling a livello regionale e nazionale.